# Motor Panels
Die Motor Panels Ltd. war ein britisches Karosseriebauunternehmen in Coventry. Das Unternehmen entwickelte und fertigte sowohl Karosserien für PKW, insbesondere Sportwagen, wie auch Fahrerhäuser für Lastwagen.

## Unternehmensgeschichte
Das Unternehmen wurde 1920 von dem in Doncaster geborenen Arthur S. Smith (1884–1943) gegründet. Smith war gelernter Metallarbeiter. Sein Unternehmen firmierte anfänglich als Smith’s Panels Ltd., bevor die Bezeichnung etwa 1925 in Motor Panels Ltd. geändert wurde. Im April 1939 zog sich Arthur Smith aus dem Unternehmen zurück. Danach gab es einige Eigentümerwechsel. 1991 beantragte der letzte Inhaber Gläubigerschutz für Motor Panels, und 1995 erfolgte die insolvenzbedingte Auflösung des Unternehmens.

### PKW-Karosserien
In den späten 1920er-Jahren war Motor Panels bevorzugter Karosserielieferant für Swift of Coventry. Als Swift 1931 den Betrieb einstellte, geriet Motor Panels in wirtschaftliche Schwierigkeiten. 1939 wurde Motor Panels nach einer freiwilligen Insolvenz von William Lyons übernommen. Die Absicht, Motor Panels als hauseigenen Karosseriehersteller für Jaguar zu etablieren, ließ sich wegen des Ausbruchs des Zweiten Weltkriegs nicht umsetzen. 1943 verkaufte Lyons das Unternehmen an den Industriekonzern Rubery Owen. In der Nachkriegszeit baute Motor Panels Karosserien oder Karosserieteile für Alvis, Armstrong Siddeley, Austin Motor Company und Daimler. Zu den letzten Projekten außerhalb des Nutfahrzeugsektors gehörte der Rekordwagen Blue Bird CN 7, an dessen Aufbau Motor Panels 1960 beteiligt war. Es gibt Berichte, dass Rolls-Royce in den späten 1970er-Jahren überlegte, die Rohkarosserien für die SZ-Reihe (Rolls-Royce Silver Spirit, Bentley Mulsanne und deren Weiterentwicklungen) bei Motor Panels bauen zu lassen. Daraus wurde aber nichts; der Auftrag ging letztlich an Motor Panels’ langjährigen Konkurrenten Pressed Steel.

### Zulieferer der LKW-Industrie
Das Management der Owen-Gruppe hielt den Markt für PKW-Karosserien langfristig für nicht gewinnbringend und verlegte die Tätigkeit von Motor Panels in den 1950er-Jahren auf den Nutzfahrzeugbereich. Das Unternehmen konzentrierte sich daraufhin auf den Bau von Fahrerhäusern für LKW und wurde in den 1980er-Jahren zu dem größten unabhängigen Unternehmen Europas in dieser Branche. In der frühen Nachkriegszeit bauten die britischen LKW-Hersteller die Fahrerhäuser weitgehend nach traditionellen Mustern des Karosseriebaus in Handarbeit. Lediglich Leyland als größter LKW-Hersteller des Landes hatte genügend Kapazitäten für den Bau maschinell gepresster Kabinen. Für die kleinen Hersteller wie ERF, Guy, Seddon Atkinson und Scammell, die sich dies nicht leisten konnten, entwickelte Motor Panels in den 1950er-Jahren ein standardisiertes Führerhaus aus gepressten Blechen, das in großer Stückzahl gefertigt und mit geringen Designabweichungen für die einzelnen Marken individualisiert werden konnte. Die LKW-Fahrerhäuser fanden außerdem Verwendung bei dem niederländischen LKW-Hersteller Floor (FTF) und bei Mack. Die Konstruktion wurde im Laufe der Jahre schrittweise weiterentwickelt. Eine Innovation war das Mark IV genannte Fahrerhaus von 1966, das 2,5 m breit ist und eine quer zur Fahrtrichtung angeordnete Schlafkoje enthält.
Im militärischen Bereich baute Motor Panels zu Beginn der 1960er-Jahre im Auftrag von Alvis die Karosserien für das Amphibienfahrzeug Stalwart.

## Galerie: Fahrzeuge mit Aufbauten von Motor Panels

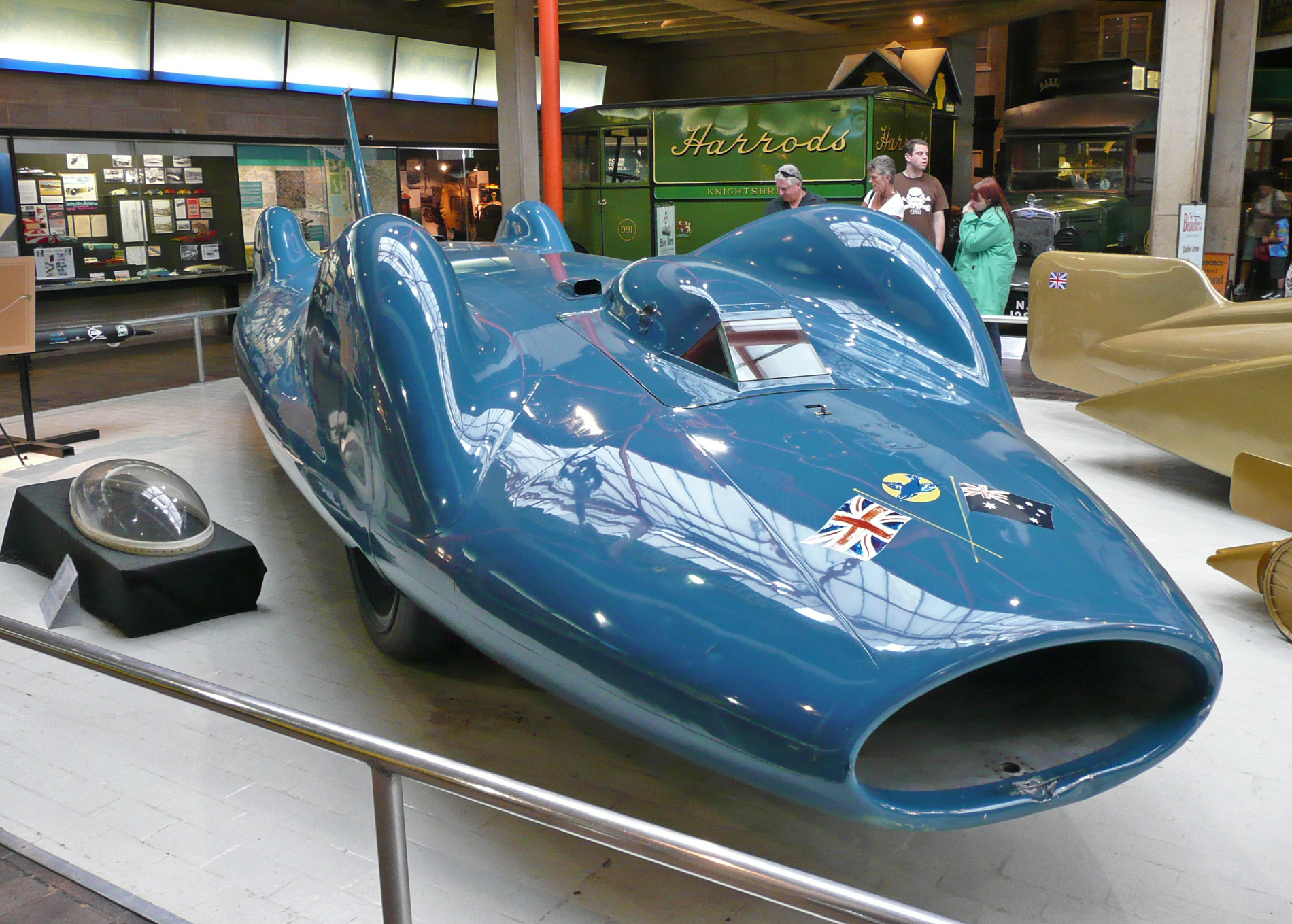
Blue Bird CN 7
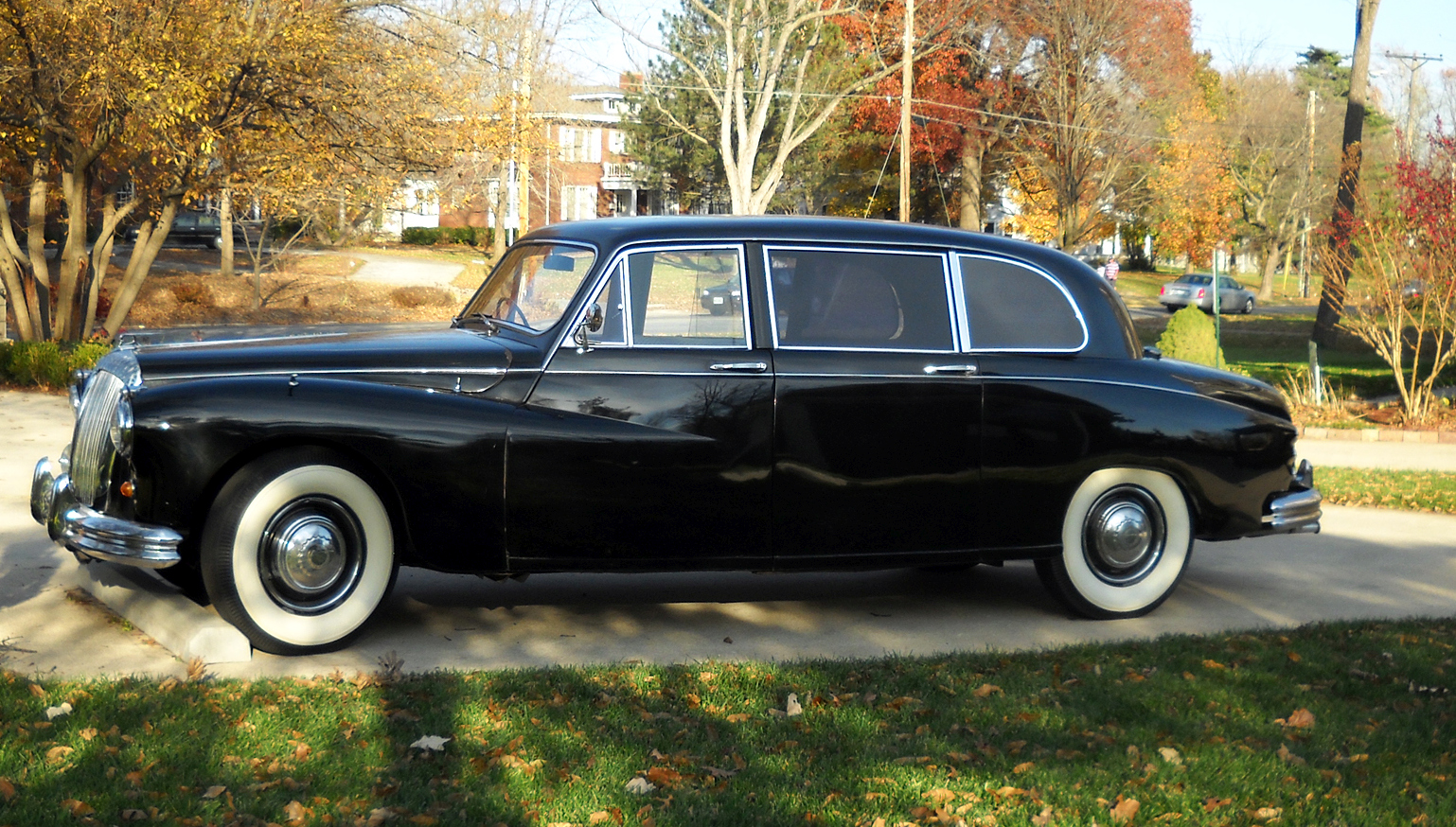
Von Motor Panels konstruiert: Daimler DR450
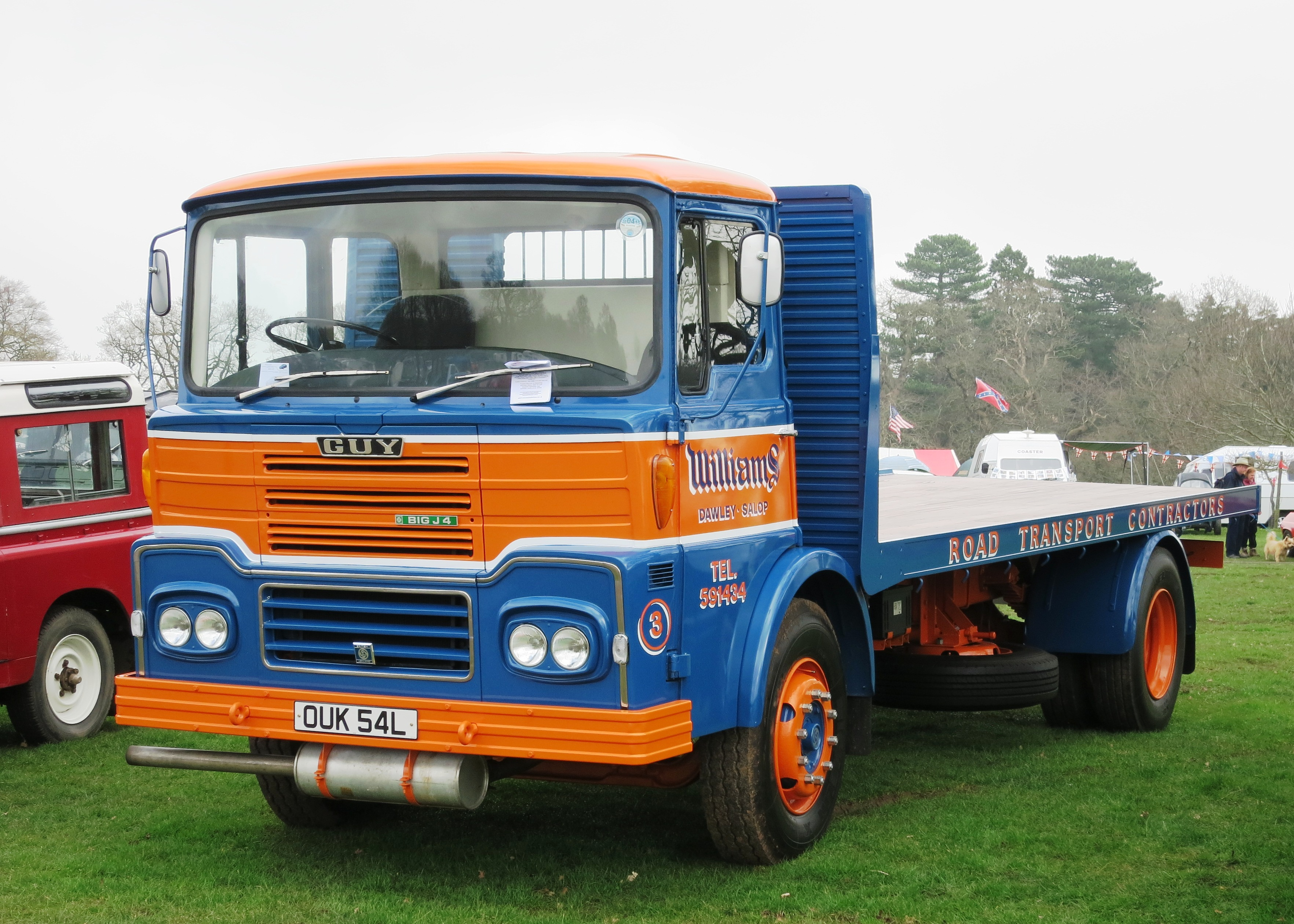
Motor Panels’ standardisierte Mark-III-Kabine auf einem Guy Big J (1972)
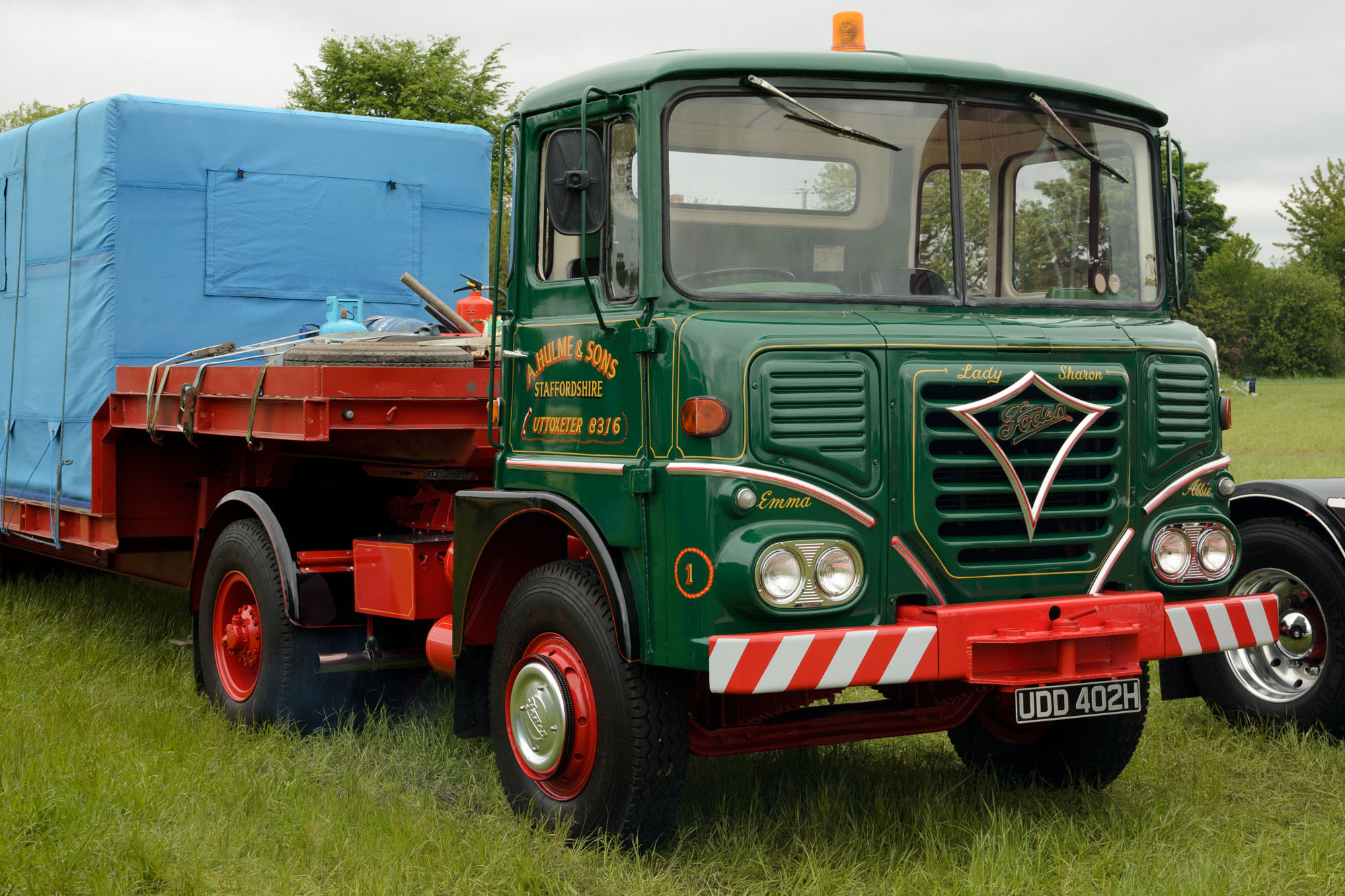
Mark-III-Kabine auf einem Foden S40 (1970)
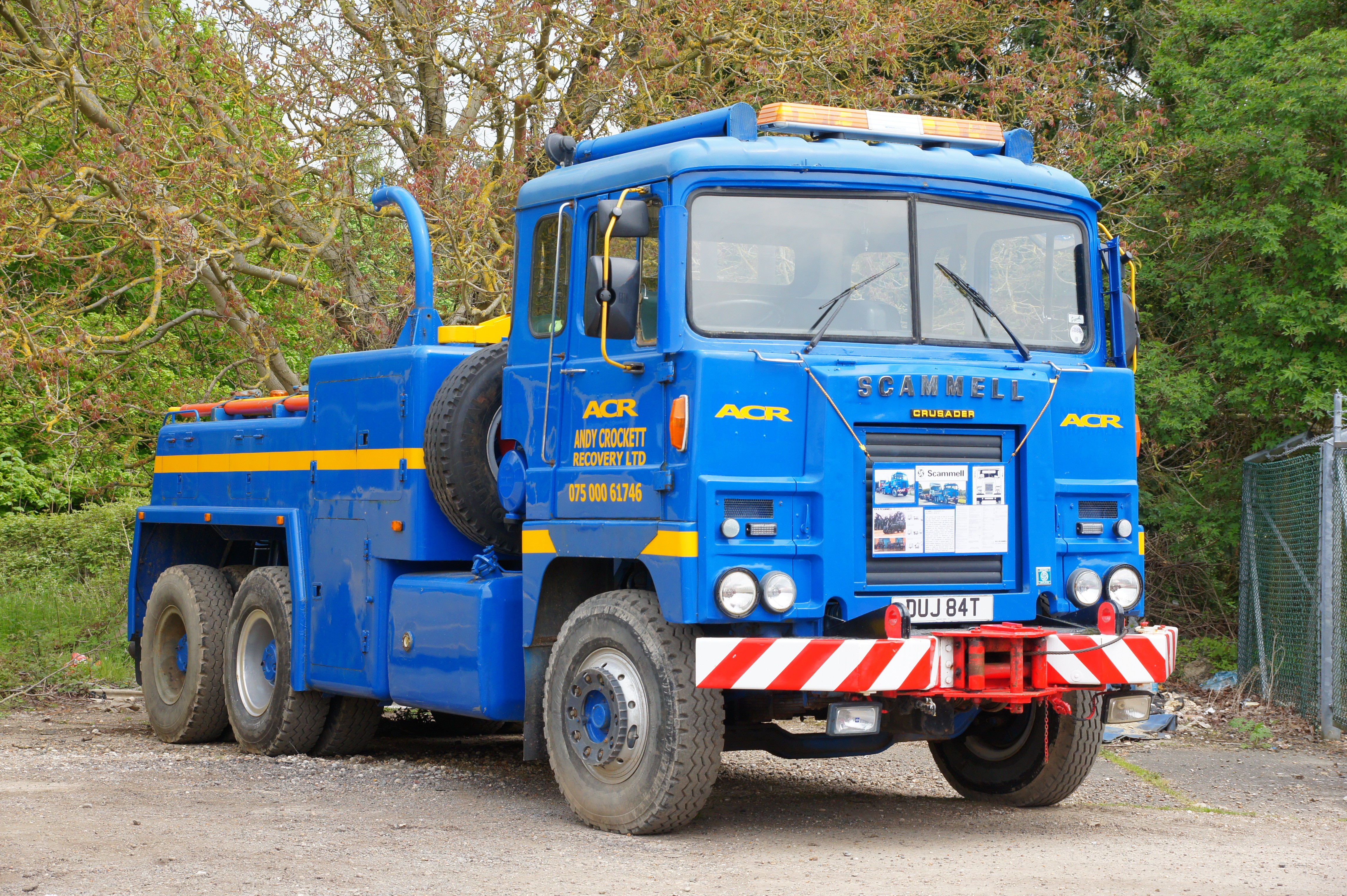
Mark-IV-Kabine auf einem Scammel Crusader
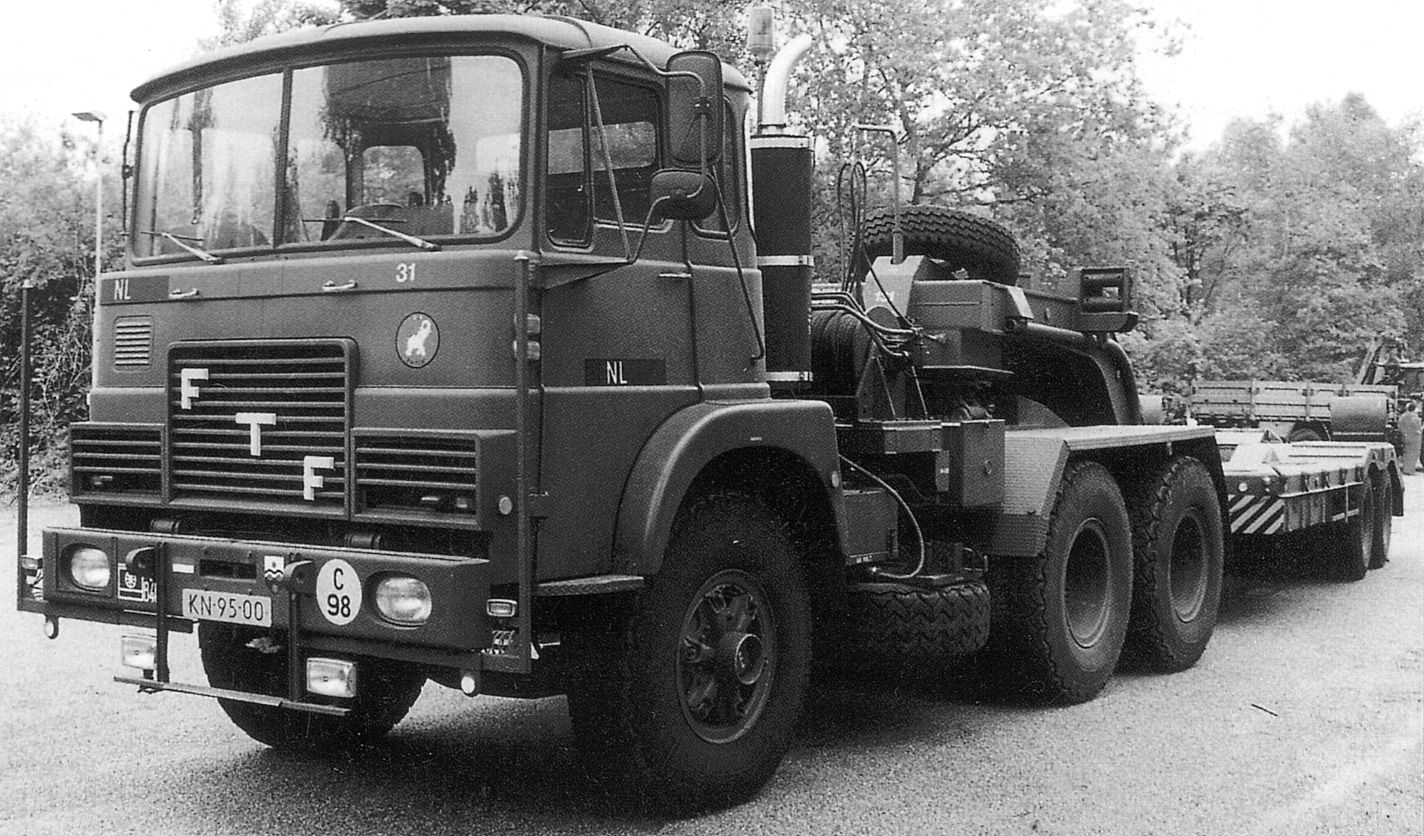
Mark-IV-Kabine auf einem Militärfahrzeug von Floor (1970)